# Na stráž

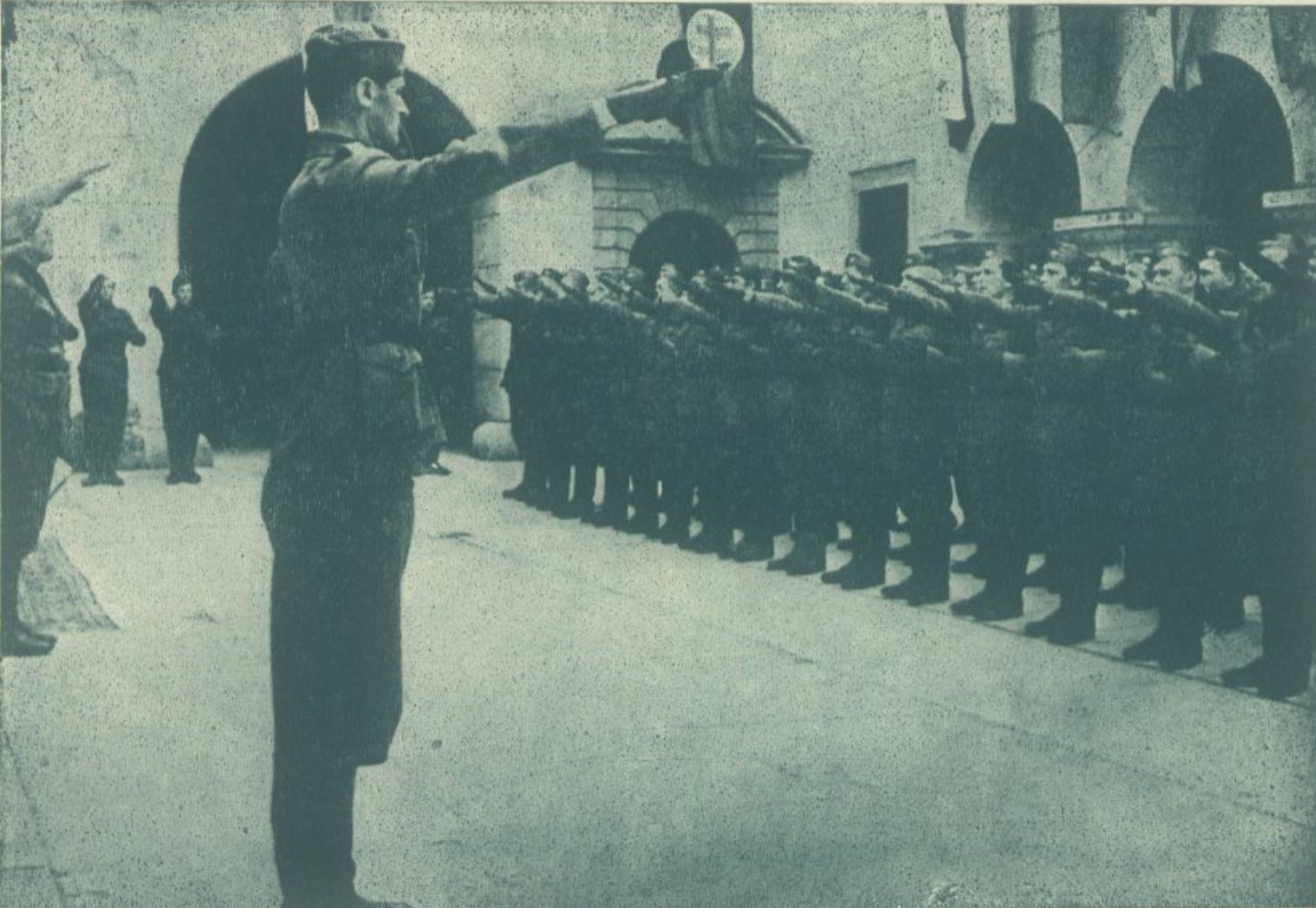
Hlinka-Gardisten salutieren mit erhobenem rechten Arm beim „gardistischen Gruß“ (1944)

Die Grußformel Na stráž! (slowakisch und tschechisch für „Auf Wacht!“) stammt ursprünglich von der liberalen tschechoslowakischen Turnbewegung Sokol, wird heute jedoch vor allem mit dem „Gardistischen Gruß“ (slowakisch: gardistický pozdrav) der faschistischen Hlinka-Garde (1938–1945) sowie dem amtlichen Gruß des Slowakischen Staates (1939–1945) verbunden. In der heutigen Slowakei wird der Gruß in der rechtsextremen Szene verwendet, unter anderem als Parteigruß der neonazistischen ĽSNS von Marian Kotleba. Die Verwendung des Grußes kann in der Slowakei zu strafrechtlicher Verfolgung führen.

## Gruß desSokolund der slowakisch-katholischen Pfadfinder
Seit 1919 begann die liberale tschechoslowakische Turnbewegung Sokol („Der Falke“) als erste Organisation den Gruß Na stráž zu verwenden. Die Turnbewegung integrierte ihn als Motto auf ihren Abzeichen und nutzten ihn im Juni 1919 auch zur Mobilisierung von Freiwilligen im Kampf gegen die bolschewistische Ungarischen Räterepublik von Béla Kun. Der Sokol nutzten den Gruß bis zu seiner erzwungenen Auflösung durch die deutsche Besatzungsmacht im Protektorat Böhmen und Mähren 1939. Von 1934 bis 1938 wurde Na stráž ebenfalls vom slowakisch-katholischen Pfadfinderverein ÚSKS (Ústredie slovenských katolíckych skautov) übernommen.

## Gruß der Hlinka-Garde und des Ludaken-Regimes

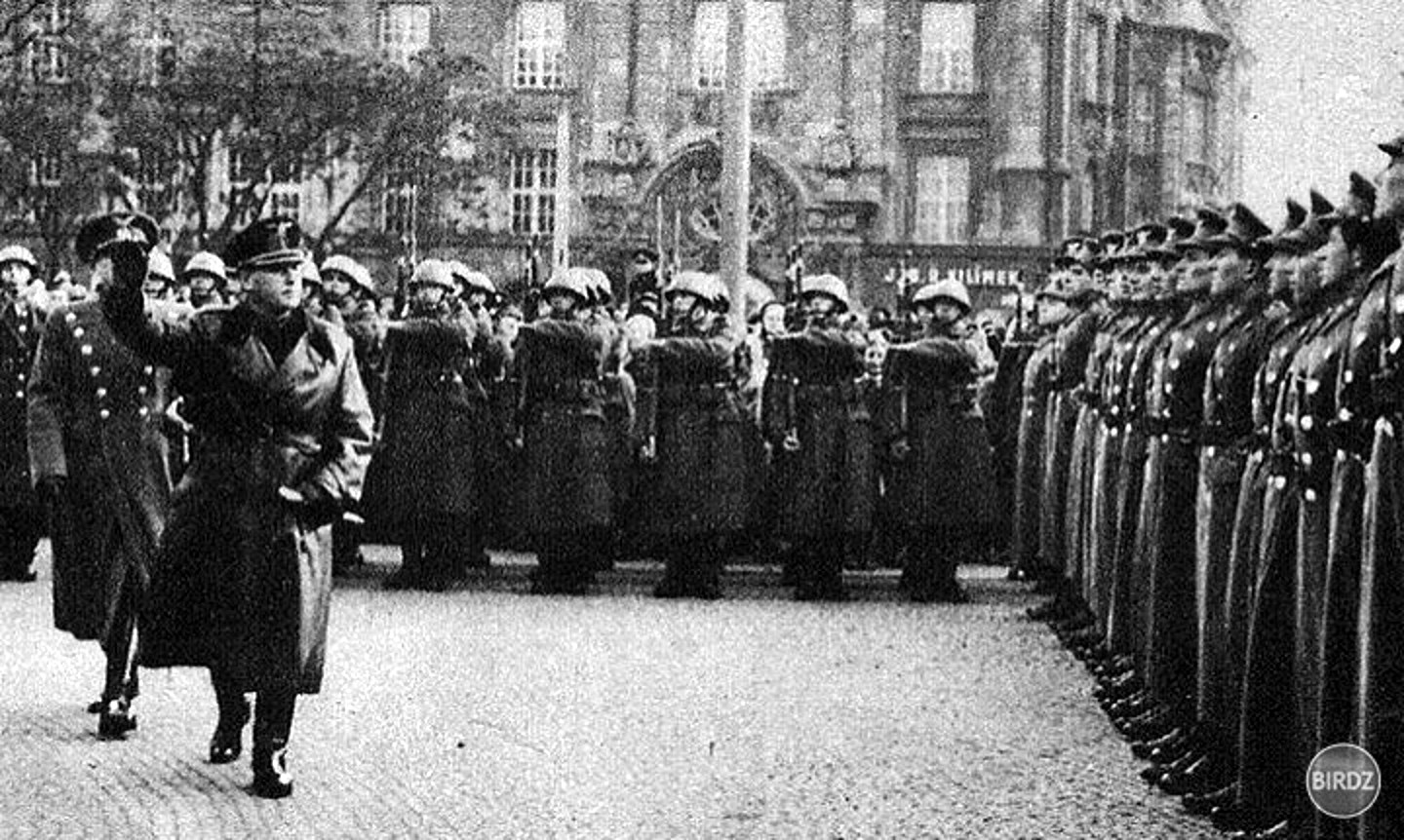
Oberkommandeur Alexander Mach inspiziert eine Formation von Hlinka-Gardisten (1940)

Na stráž wurde von der paramilitärischen Hlinka-Garde praktisch seit Beginn ihrer Existenz im Sommer 1938 verwendet, wobei dazu nach dem Vorbild des nationalsozialistischen Deutschland (Hitlergruß) und des faschistischen Italien (Saluto romano) der rechte Arm gehoben wurde. Da die Mitglieder des ÚSK und mit der Legalisierung der Garde im Oktober 1938 von deren Oberkommando in Bratislava auch als ihr offizieller Gruß festgelegt. Nach der Entstehung der Slowakischen Staates wurde der Gruß auch von den einzelnen Ministerien eingeführt und wurde auch für deren Angestellte im Umgang mit ihren Vorgesetzten verpflichtend.
Im Jahr 1941 wurde in der Slowakei an Orten, wo sich viele Angehörige der deutschen Minderheit aufhielten, zweisprachige Tafeln zur Grußregelung angebracht: „Slovák zdraví na stráž [Der Slowake grüßt Na stráž]! Der Deutsche grüsst Heil Hitler!“

## Strafrechtliche Relevanz in der heutigen Slowakei
Die slowakische Justiz hielt sich bei der strafrechtlichen Beurteilung des Na stráž Grußes lange bedeckt. So erhob die slowakische Staatsanwaltschaft 2009 eine Anklage gegen Marian Kotleba, dem Anführer des rechtsextremen Vereins „Slowakische Gemeinschaft“ (Slovenská pospolitosť, kurz SP). Dieser hatte bei einer Gedenkveranstaltung zur Entstehung des früheren Slowakischen Staates am 14. März seine öffentliche Ansprache mit Na stráž abgeschlossen. Die Anklage lautete auf „Unterstützung und Propagierung von Gruppen, welche die Grund- und Freiheitsrechte unterdrücken“. Das Verfahren gegen Kotleba wurde jedoch im Juni 2009 von der Bezirksstaatsanwaltschaft in Bratislava eingestellt, der zufolge der Gruß nur in Kombination mit einem erhobenen rechten Arm strafrechtlich relevant sei.
Als Meilenstein der strafrechtlichen Beurteilung des Grußes gilt das Urteil des Obersten Gerichtshofs der Slowakei im Jahr 2016. Dabei bestätigte das Oberste Gericht eine Entscheidung des slowakischen Innenministeriums aus dem Jahr 2014, mit welcher die von Kotlebas Partei beantragte Gründung einer „Volkswache“ (Ľudová stráž) abgelehnt wurde. Als Symbole der geplanten Organisation sollten der Gruß Na stráž, der frühere Wahlspruch der Hlinka-Partei Za Boha a za národ („Für Gott und die Nation“) sowie das Lied Hej Slováci (die Hymne des Slowakischen Staates 1939–1945) dienen. Sowohl das Innenministerium als auch das Oberste Gericht urteilten, dass diese Symbole „mit dem totalitären Regime des slowakischen Kriegsstaates verbunden werden“.
Im Mai 2018 wurde der Gruß Na stráž öffentlich vor dem Verhandlungssaal des Obersten Gerichts von Anton Grňo, einem Parlamentskandidaten der ĽSNS benutzt. Es folgte eine Anklage beim Spezialisierten Strafgericht (Špecializovaný trestný súd ), welches ihn der Tat für schüldig befand, seine Sympathie gegenüber einer Gruppe, Bewegung oder Ideologie geäußert zu haben, die gegenwärtig oder in der Vergangenheit die Unterdrückung von Grund- und Freiheitsrechten anstrebt. Es wurde eine Strafzahlung von 5.000 Euro auferlegt, und das Urteil nach einem Einspruch in zweiter Instanz im Januar 2021 bestätigt. Die Anklage des Spezialisierten Strafgerichts argumentierte, dass der Gruß gegenwärtig vor allem im Sinne des „gardistischen Grußes“ der Hlinka-Garde von unterschiedlichen rechtsextremen Gruppen benutzt werde. Daraufhin wandte sich Grňo an das slowakische Oberste Gericht und erklärte, sich keine Schuld bewusst zu sein, da er Na stráž als einen normalen „nationalen Gruß“ verstehe. Das Urteil wurde im April 2021 vom Obersten Gericht bestätigt. Die Sprecherin des Obersten Gerichts erklärte zum Urteil: „Der Oberste Gerichtshof hatte auch keinen Zweifel daran, dass der Angeklagte beabsichtigte, seine Sympathie für eine Bewegung zu bekunden, die auf die Unterdrückung der Grundrechte und -freiheiten abzielte, nämlich für das Ludaken-Regime in der Slowakei der Jahre 1938–1945 und die Hlinka-Garde.“